# Jan Hendrik Slot
Jan Hendrik Slot (Bloemendaal, 24 juni 1871 – Naarden, 8 februari 1945) was een Nederlands architect en makelaar. Hij maakte naam als architect in de stijl van de de Amsterdamse School.

## Levensloop
Jan Hendrik Slot was zoon van Reinier Slot (broodbakker) en Wesselina de Wilde. Het echtpaar kreeg 12 kinderen, Jan Hendrik was de op een na jongste. Zelf trouwde Jan Hendrik Slot op 5 oktober 1899 in Hilversum met Petronella Willemijntje van Driel (Geboren 's-Graveland, 1874, Overleden Hilversum 13 maart 1928)
Gedurende zijn loopbaan was Jan Hendrik Slot architect voor onder andere de Hilversumse woningbouwvereniging van Erfgooiers (Ludenstraat 1-28), woningbouwvereniging 't Landhuijs woningbouwvereniging Goed Wonen en woningbouwvereniging Eigen Haard (8x2 huizen Wernerlaan in 1918).

## Stijl
Binnen de Amsterdamse school ontwierp Slot bovengemiddeld veel twee-onder-een-kap woningen. Typerend voor Slot was dat nagenoeg al deze woningen asymmetrisch zijn. Wanneer een plattegrond van de woningen die hij ontwierp bekeken wordt, zal opvallen dat de oppervlakte en inhoud van de woningen vaak gelijk zijn, maar dat door gebruik van verschil in details aan woningen, deze altijd anders van elkaar zijn. Daarnaast, was typerend voor Slot dat hij veel van zijn huizen een naam gaf. Namen die vandaag de dag nog prominent op de gevels terug te vinden zijn.

Jan Hendrik Slot ontwierp naast twee-onder-een-kap woningen, ook villa's, landhuizen en zelfs hele straten. Zijn werkgebied bevond zich met name in regio Amsterdam en 't Gooi waaronder Hilversum.

## Werk Hilversum
Veel van Slots werk is terug te vinden in Hilversum. Veel van de woningen zijn nog in originele staat bewaard gebleven. Daarnaast, hebben veel van zijn ontwerpen de status van monument verworven. De volgende ontwerpen zijn uitgevoerde objecten in gemeente Hilversum van de hand van Jan Hendrik Slot.
| Adres                                                         | Object                                                                            | Jaar             |
| ------------------------------------------------------------- | --------------------------------------------------------------------------------- | ---------------- |
| 1e Oosterstraat 47-67                                         |                                                                                   | 1934             |
| Alexanderlaan 4                                               | Villa                                                                             | 1920             |
| Alexanderlaan 6                                               | Villa                                                                             | 1920             |
| Alexanderlaan 9, 11, 11a                                      | Drie onder één kap                                                                | 1921             |
| Alexanderlaan 32-44                                           | Rijwoningen                                                                       | 1921             |
| Arubalaan 4                                                   | Villa                                                                             | 1920             |
| Boslaan 7                                                     | Villa                                                                             | 1902             |
| Boslaan 8                                                     | Villa                                                                             | 1901             |
| Burgemeester Lambooylaan 22 Tesselschadelaan 19 A             | Dubbel landhuis                                                                   | 1932             |
| Burgemeester van Hellenberg Hubarlaan 11                      | Villa                                                                             | 1928             |
| Emmastraat 2                                                  | Verbouw hotel Gooiland                                                            | 1905             |
| Emmastraat 9, 9a, 11                                          | Winkelwoonhuis                                                                    | 1931             |
| Emmastraat 14-16                                              | Verbouw hotel De Gouden Leeuw tot twee winkelwoonhuizen en aanbouw winkelwoonhuis | 1929             |
| Emmastraat 18                                                 | Verbouwing                                                                        | 1928             |
| Emmastraat 36                                                 | Verbouwing                                                                        | 1929             |
| Emmastraat 48                                                 | Verbouwing                                                                        | 1911             |
| Emmastraat 49                                                 | Villa                                                                             | 1903             |
| Erfgooiersstraat e.o.                                         | Woningen voor de Woningbouwvereniging van Erfgooiers                              | 1916-1918        |
| Frans Halslaan 19                                             | Villa                                                                             | 1922             |
| Frans Halslaan 21-23                                          | Rijwoningen                                                                       | 1922             |
| Frans Halslaan 53                                             | Gemeenschapshuis                                                                  | 1931             |
| Frans van Mierislaan 21-23                                    | Drie onder één kap                                                                | 1923             |
| 's-Gravelandseweg 34-40                                       | Woonwinkelhuizen                                                                  | 1906             |
| 's-Gravelandseweg 158                                         | Villa Beukenoord                                                                  | 1899, afgebroken |
| 's-Gravelandseweg 160                                         | Koetshuis bij villa Beukenoord                                                    | 1899             |
| 's-Gravelandseweg 166 en 166a                                 | Villa Zonnehoek                                                                   | 1902             |
| Hoflaan 2,                                                    | Villa Suzanna                                                                     | 1902             |
| Havenstraat 1-3a,                                             | Winkelwoonhuis                                                                    | 1908             |
| Herenstraat 4                                                 | Voormalig Melkfabriek                                                             | 1903-1904        |
| Hoge Naarderweg 46                                            | Villa (Krugerhuis)                                                                | 1902             |
| Insulindelaan 30                                              | Villa                                                                             | 1898             |
| Koninginneweg 34                                              | Villa                                                                             | 1901             |
| Julianalaan 5,6,7,8,9,11                                      | Twee-onder-één-kap woningen                                                       |                  |
| Koninginneweg 34                                              | Villa                                                                             | 1901             |
| Koninginneweg 38 / Naarderstraat 95                           | Dubbele villa                                                                     | 1901             |
| Langestraat 2-4 / Groest 136-138                              | Winkel- woonhuizen                                                                |                  |
| Langestraat 86-88                                             | Winkelwoonhuis                                                                    | 1901             |
| Naarderstraat 90-96                                           | Dubbele villa's                                                                   | 1902             |
| Oude Amersfoortseweg 82 t/m 86                                | Drie woonhuizen                                                                   | 1935             |
| Oude Enghweg 2                                                | Villa                                                                             | 1922             |
| Oude Enghweg 7-9                                              | Dubbele villa Microcosmos                                                         | 1903             |
| Oude Enghweg 21                                               | Villa Op den Hull                                                                 | 1902             |
| Regentesselaan 12                                             | Paviljoen Nimrod                                                                  | 1901             |
| Rembrandtlaan 48 / Wernerlaan 36                              | Villa Avondgloren                                                                 | 1922             |
| Schapenkamp 186-192                                           |                                                                                   | 1934             |
| Sint Annastraat 34 t/m 44 en Wandelpad 46-46a                 | Acht woonhuizen in twee blokken                                                   | 1934             |
| Soestdijkerstraatweg 29-31                                    | Landhuizen Rondom Zon en Wie kent zijn weg                                        | 1917             |
| Soestdijkerstraatweg 51-53                                    | Dubbele villa                                                                     | 1926             |
| Soestdijkerstraatweg 73                                       | Landhuis                                                                          | 1921             |
| Soestdijkerstraatweg 86                                       | Villa Heidezicht,                                                                 | 1903             |
| Soestdijkerstraatweg 97                                       | Villa Dennenhof verbouwd in 1920 door H. Nieuwenhuijzen                           | 1904             |
| Soestdijkerstraatweg 99                                       | Villa Sparrenhof                                                                  | 1905             |
| Spoorstraat 11-25                                             | Woonwinkelhuizen                                                                  |                  |
| Spoorstraat 45-49,                                            | Winkelwoonhuizen,                                                                 | 1902             |
| Stadhouderslaan 2                                             | Landhuis Betsie nu 't Lanthuys                                                    | 1917             |
| Stadhouderslaan 4                                             | Landhuis Beter                                                                    | 1917             |
| Stadhouderslaan 6                                             | Landhuis Carrelin                                                                 | 1917             |
| Stadhouderslaan 8                                             | Landhuis Matabel                                                                  | 1917             |
| Stadhouderslaan 10                                            | Landhuis Haffie                                                                   | 1917             |
| Stadhouderslaan 12-14                                         | Landhuis Ons Huis                                                                 | 1917             |
| Stadhouderslaan 16-18                                         | Landhuis Noflik Thys                                                              | 1917             |
| Stadhouderslaan 20                                            | Landhuis Oranje Zonne                                                             | 1917             |
| Stadhouderslaan 22                                            | Landhuis Spirato                                                                  | 1917             |
| Stadhouderslaan 24                                            | Landhuis Tojo                                                                     | 1917             |
| Stadhouderslaan 28                                            | Landhuis De Iep                                                                   | 1918             |
| Stadhouderslaan 30                                            | Landhuis Ons Thuis                                                                | 1918             |
| Stadhouderslaan 32-34                                         | Landhuis Eigen Haard                                                              | 1918             |
| Stadhouderslaan 36-38                                         | Landhuis Huglie                                                                   | 1918             |
| Stadhouderslaan 40-42                                         | Landhuis Hoekje                                                                   | 1918             |
| Steynlaan 8 GM                                                | Ing. J.P.H. de Man i.o.v. dhr. A.C. Sterba oprichten van een villa Villa Bonport  | 1902             |
| Steynlaan 10                                                  | Villa Hannah Theresa Villa Steynway                                               | 1902             |
| Surinamelaan 15-17                                            | Oprichten van een dubbel landhuis in 1924 rusthuis Welkom                         | 1928             |
| Surinamelaan 18                                               | Oprichten van een landhuisje met garage                                           | 1928             |
| Surinamelaan 31                                               | Oprichten van een landhuisje met garage                                           | 1931             |
| Surinamelaan 35                                               | Oprichten van een landhuisje met garage                                           | 1928             |
| Sumatralaan 15-17                                             |                                                                                   | 1913             |
| Taludweg 91                                                   | Landhuis aannemer C. Franssen & Zonen Landhuis Rie-And                            | 1922             |
| Tesselschadelaan 10                                           |                                                                                   | 1933             |
| Tesselschadelaan 4-12                                         |                                                                                   | 1930             |
| Utrechtseweg 253-253a GM                                      | Landhuisje i.o.v. dhr. Ditmar-Jansse Landhuis De Rietstulp                        | 1925             |
| Vaartweg 22-24                                                | Woonwinkelhuizen                                                                  | 1908             |
| Vermeerlaan 29-35                                             | Landhuisjes                                                                       |                  |
| Vermeerlaan 46-52 GM                                          | Landhuisjes                                                                       |                  |
| Vermeerlaan 29-35, 46-54                                      | Woonhuizen                                                                        | 1923             |
| Waldecklaan 9-15 GM, 17, 19, 25-33 GM, 32-36 GM, 47, 35-55 GM | Landhuisjes                                                                       | 1913-1921        |
| Wernerlaan 36-42                                              | Landhuisjes i.o.v. woningbouwvereniging Eigen Haard                               | 1918             |
| Wernerlaan 16                                                 | Landhuis 't Plekske                                                               | 1915             |

## Werk Amsterdam
Naast zijn lange lijst van ontwerpen in Hilversum is Gebouw Batavia aan de Prins Hendrikkade in Amsterdam en bekend en in het oog springend werk van de hand van Jan Hendrik Slot. Het gebouw werd op 31 oktober 1918 door de architect aanbesteed en heeft inmiddels de status van rijksmonument. Het gebouw deed dienst als bedrijfsruimte voor de Batavia-Arak Maatschappij. Dit bedrijf produceerde in Nederlands-Indië arak, een gedestilleerde sterke drank gemaakt van suikerriet. In 2008 is het gebouw verbouwd tot café waar naast grote schaaktoernooien ook de Amsterdamse afdeling van de JOVD regelmatig bijeenkomsten organiseert.